# Flammerécourt
Flammerécourt é uma comuna francesa na região administrativa de Grande Leste, no departamento de Haute-Marne. Estende-se por uma área de 10,52 km². Em 2010 a comuna tinha 69 habitantes (densidade: 6,6 hab./km²).